# Aston Martin AMR25
Aston Martin AMR24 —  болід Формули-1, розроблений і виготовлений Aston Martin для участі в чемпіонаті Формули-1 2025. Це п'ятий болід Формули-1 команди Астон Мартін, після того як компанія повернулася в чемпіонат в 2021 році. Пілотами стали Ленс Стролл та дворазовий чемпіон Формули-1 Фернандо Алонсо, а обов’язки резервних пілотів взяли на себе Феліпе Друговіч та Стоффель Вандорн.

## Історія

### Ліврея
Усі десять команд, включаючи Aston Martin, представили свої лівреї 18 лютого 2025 року на спеціальному заході F1 75 Live на О2 Арені у Лондоні.
На Гран-прі Китаю команда віддала шану Едді Джордану (засновнику Jordan Grand Prix, предку команди), який помер безпосередньо перед гоночним вікендом. Його ім'я та логотип команди з червоним листком, що символізує серце, були присутні на боковій частині автомобіля та на боковій частині заднього крила.

### Розробка
AMR25 відрізняється від AMR24 новим переднім антикрилом, новими бічними понтонами та окремою верхньою площиною антикрила. Це доповнили новий дизайн бічних понтонів та кузова, дозволяючи краще керувати потоком повітря під автомобілем та над заднім антикрилом. AMR25 має підвіску з штовхаючими стрижнями як спереду, так і ззаду; підвіска з'єднана з шасі діагональною структурою з вищою точкою на кузові автомобіля. Конструкцію днища було змінено для покращення потоку повітря під автомобілем. AMR25 став останнім болідом Aston Martin, який використовував силові агрегати Mercedes, оскільки команда підписала угоду з Honda на використання їхніх двигунів з сезону 2026 року.

## Результати
| Рік      | Команда                     | Двигун                                     | Шини | Гонщик          | Гран-прі | Гран-прі | Гран-прі | Гран-прі | Гран-прі | Гран-прі | Гран-прі | Гран-прі | Гран-прі | Гран-прі | Гран-прі | Гран-прі | Гран-прі | Гран-прі | Гран-прі | Гран-прі | Гран-прі | Гран-прі | Гран-прі | Гран-прі | Гран-прі | Гран-прі | Гран-прі | Гран-прі | Очки | Місце |
| Рік      | Команда                     | Двигун                                     | Шини | Гонщик          | АВС      | КИТ      | ЯПО      | БАХ      | САУ      | МАЯ      | ЕМІ      | МОН      | ІСП      | КАН      | АВТ      | ВЕЛ      | БЕЛ      | УГО      | НІД      | ІТА      | АЗЕ      | СІН      | США      | МЕХ      | САП      | ЛВГ      | КАТ      | АБУ      | Очки | Місце |
| -------- | --------------------------- | ------------------------------------------ | ---- | --------------- | -------- | -------- | -------- | -------- | -------- | -------- | -------- | -------- | -------- | -------- | -------- | -------- | -------- | -------- | -------- | -------- | -------- | -------- | -------- | -------- | -------- | -------- | -------- | -------- | ---- | ----- |
| 2025     | Aston Martin Aramco F1 Team | Mercedes-AMG F1 M16 E Performance 1.6 V6 t | P    | Фернандо Алонсо | Схід     | Схід     | 11       | 15       | 11       | 15       | 11       | Схід     | 9        |          |          |          |          |          |          |          |          |          |          |          |          |          |          |          | 16*  | 9*    |
| 2025     | Aston Martin Aramco F1 Team | Mercedes-AMG F1 M16 E Performance 1.6 V6 t | P    | Ленс Стролл     | 6        | 9        | 20       | 17       | 16       | 165      | 15       | 15       | Від      |          |          |          |          |          |          |          |          |          |          |          |          |          |          |          | 16*  | 9*    |
| Джерело: |                             |                                            |      |                 |          |          |          |          |          |          |          |          |          |          |          |          |          |          |          |          |          |          |          |          |          |          |          |          |      |       |

* Сезон триває.

## Виноски
1. ↑  На AMR25 присутнє брендування Aramco, але болід використовує пальне Petronas.
2. ↑  На AMR25 присутнє брендування Valvoline, але болід використовує мастила Petronas.